# Mestressa subfasciata
Mestressa subfasciata är en insektsart som först beskrevs av Banks 1913.  Mestressa subfasciata ingår i släktet Mestressa och familjen myrlejonsländor. Inga underarter finns listade i Catalogue of Life.

## Bildgalleri

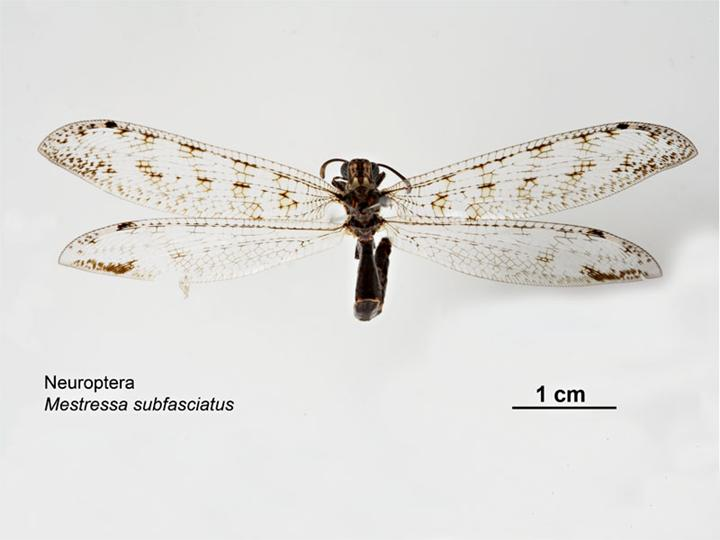